# Stanovništvo Kuvajta
Prema podacima iz 2011. godine 40% stanovništva Kuvajta su kuvajtski državljani, dok je 60% stranaca. Većina građana Kuvajta su Muslimani, ali ne postoje službeni podaci, procjenjuje se da je 60 do 70% sunita i 30 do 40% šijita. Kuvajt ima izvornu kršćansku zajednicu 1999. godine bilo je 400 kršćana kuvajtskih državljana. Tu je i mali broj Bahá'í vjernika kuvajtskih građana.  Zemlja ima velike zajednice stranaca hindusa, kršćana, budista i sikha.
Kuvajt se sastoji od šest muhafaza:  Hawalli, Al Asimah, Al Farwaniyah, Al Jahra, Al Ahmadi i Mubarak Al-Kabeer.  Većina Kuvajćana živi u muhafazama Hawalli, Asimah i Farwaniyah. Dok su muhafaze Jahra, Ahmadi i Mubarak Al-Kabeer susjedna 
ruralna područja.  Iako Jahra, Ahmadi i Mubarak Al-Kabeer predstavljaju 53% biračkog tijela.
Vlada i narod Kuvajta uzeli su u obzir da će visoka razina imigranata biti problem. Što je dovelo do objave 2013. godine kojom će Kuvajt smanjiti broj useljenika deportacijom 100.000 ljudi godišnje u narednih 10 godina.

## Stanovništvo
U Kuvajtu živi oko 100.000 Bidunia, osoba bez državljanstva koji su klasificirani kao ilegalni stanovnici i koji nastoje dobiti kuvajtsko državljanstvo. Kritičari tvrde da su ti ljudi Arapi koji su migrirali iz Iraka, Sirije i Saudijske Arabije. Veliki dio problema Biduna je u tome da ih te druge države ne smatraju svojim državljanima.  Godine 2013. je donesen zakon o dodjeli državljanstva za 4.000 Biduna što je pokušaj da se riješi ovaj problem. Međutim, Kuvajtska Vlada tvrdi da bi samo trećina Biduna mogla dobiti državljanstvo,  jer smatra da ostatak ima drugu nacionalnost.  Dužnosnici navode da su oni uništili svoje dokumente kako bi mogli zatražiti kuvajtsko državljanstvo.
| godina popisa | Kuvajćani | Kuvajćani |  | nekuvajćani | nekuvajćani |  | ukupno    | promjena |
| godina popisa | broj      | %         |  | broj        | %           |  | broj      | %        |
| ------------- | --------- | --------- |  | ----------- | ----------- |  | --------- | -------- |
| 1975.         | 307.755   | 30,9      |  | 687.082     | 69          |  | 994.837   | -        |
| 1985.         | 470.473   | 35        |  | 1,226.828   | 65          |  | 1.697.301 | 70.6     |
| 1995.         | 653.616   | 41,5      |  | 921.954     | 58,5        |  | 1.575.570 | -7.2     |
| 2005.         | 860.324   | 39,2      |  | 1.333.327   | 60,8        |  | 2.193.651 | 39.2     |
| 2011.         | 1.089.969 | 36        |  | 1.975.881   | 64          |  | 3.065.850 | 39.8     |
| 2013.         | 1.403.962 | 33        |  | 2.291.354   | 67          |  | 3.695.316 | 20       |